# Yasuo Irisawa
Yasuo Irisawa (入沢康夫, Irisawa Yasuo), né le 3 novembre 1931 à Matsue (préfecture de Shimane), est un poète japonais.
Irisawa étudie la littérature française à l'université de Tokyo et se fait connaître pour ses recherches sur Gérard de Nerval. Cependant, il est surtout connu comme un poète d'avant-garde. Il fonde avec Tatsuya Iwanari la revue littéraire Amorphe et publie plusieurs volumes de poésie. En 1968, il est lauréat du prix Yomiuri pour Waga Izumo, waga chinkon et de l'édition 2002 du prix Sakutarō Hagiwara pour Tohoi utage.